# Hans Gefors
Hans Gustaf Gefors, född 8 december 1952 i Stockholm, är en svensk tonsättare.

## Biografi
Hans Gefors fick sin formella utbildning till tonsättare vid Kungliga Musikhögskolan i Stockholm för professor Ingvar Lidholm och vid Det Jyske Musikkonservatorium i Århus där hans lärare var Per Nørgård. Han tog diplomexamen i komposition 1977. 
Han var professor i komposition åren 1988–2001 vid Musikhögskolan i Malmö, Lunds universitet. Han har suttit i danska Statens Kunstfond, Tonekunstudvalget for Klassisk Musik, 2010–2013. År 2011 blev han doktor på konstnärlig grund vid Lunds universitet på en avhandling i musikdramaturgi: Operans dubbla tidsförlopp.
Hans Gefors är ledamot av Kungliga Musikaliska Akademien sedan 1995 och medlem i Föreningen Svenska Tonsättare sedan 1978. Han är bosatt på Östermalm i Stockholm.
Hans Gefors internationella ryktbarhet baseras i första hand på hans operor, men han har också komponerat andra verk, sångcykler, körverk med mera. Han har skrivit sex helaftonsoperor, två kammaroperor och andra musikdramatiska verk. Hans stora genombrott kom med helaftonsoperan Christina på Kungliga Teatern 1986 i samarbete med Lars Forssell. Gefors operor har blivit spelade i Malmö, Stockholm, Paris, Wiesbaden, Lübeck, Köpenhamn och Bern. Fyra av dem har visats på Sveriges Television. Det senaste av hans operaverk, Notorious, hade urpremiär på Göteborgsoperan 19 september 2015.
Vid Lunds körfestival 2012 uppfördes hans körverk, Umi sono mono till text av Yukio Mishima, skrivet för Fredrik Malmberg och Eric Ericsons Kammarkör.
Hans Gefors har också varit verksam som musikskribent och har även spelat en betydande roll som kulturdebattör i en lång rad sammanhang. Ända sedan ungdomsåren – han deltog till exempel i en debatt gällande musikens kvalitetsbegrepp 1974 – har han givit prov på detta.

## Verk i urval
- La boîte chinoise, för sologitarr (1975)
- Poeten och glasmästaren, kort kammaropera (1979, libretto: Lars Forssell efter Baudelaire)
- Slits för orkester (1981)
- Christina, opera i två akter (1982–86, libretto: Lars Forssell och Hans Gefors)
- Whales weep not!, kör a cappella (1987, D. H. Lawrence)
- Twine (Music no 3) för orkester (1988)
- En obol, sångcykel (1989, Lars Forssell)
- Die Erscheinung (1990)
- Der Park, opera i tre akter (1986–91, libretto: Botho Strauss och Hans Gefors)
- Vargen kommer, opera i tre akter (1994–96, libretto: Kerstin Perski)
- Lydias sånger, sångcykel för mezzosopran och orkester (1995-96 till dikter ur Hjalmar Söderbergs Den allvarsamma leken)
- Clara, opera i två akter (1997–98, libretto: Jean-Claude Carrière)
- Kabaretsånger (2001, Jonas Gardell)
- Njutningen (La Jouissance) (Music no 7), sångcykel i fem avsnitt (2002)
- Skuggspel, opera i en akt (2003–04, libretto: Maria Sundqvist)
- Själens rening genom lek och skoj, bilradioopera (2005-09, libretto: Hans Gefors efter Erlend Loe)
- Umi sono mono för kör, elgitarr och slagverk (2011, Yukio Mishima)
- Notorious, opera i fem akter (2012–14, libretto: Kerstin Perski)
- Modstand mod renhed, tre sånger till dikter av Inger Christensen (2015-16)
- Det store andletet, fem sånger till dikter av Jon Fosse (2015-16)

## Utmärkelser
- 1986 – Svenska grammofonpriset (Bang & Olufsens kulturpris)
- 1993 – Christ Johnson-prisen, det mindre priset för orkesterverket Twine
- 1995 – Ledamot 901 av Kungliga Musikaliska Akademien
- 1998 – Spelmannen, Expressens musikpris
- 2000 – Litteris et Artibus
- 2000 – Rosenbergpriset
- 2003 – Christ Johnson-prisen, det stora priset för sångcykeln Njutningen
- 2011 – Prix Italia till Sveriges Radio för bilradiooperan Själens njutning genom lek och skoj
- 2013 – Musikförläggarna: Årets kammarmusikpris för Umi sono mono